# Hélie Dioré
Pour les articles homonymes, voir Dioré et Périgny.
Hélie Dioré de Périgny est une personnalité française qui a exercé les fonctions de gouverneur de Bourbon durant la première moitié du XVIIIe siècle : il a été le gouverneur de l'île du sud-ouest de l'océan Indien désormais appelée La Réunion entre le 2 décembre 1725 et le 28 mai 1727.

## Biographie
Hélie Dioré est illettré et est accompagné par son beau-frère Jacques Juppin de Fondaumière, qui lui sert de secrétaire. Il est chargé par la Compagnie française des Indes orientales d'enquêter sur les activités de son prédécesseur, Desforges-Boucher.
Hélie Dioré est le père de Claude Elie Dioré de Périgny, gouverneur lui aussi de Bourbon.